# 2022年北京オリンピックの東ティモール選手団
2022年北京オリンピックの東ティモール選手団は、2022年2月4日から2月20日まで中華人民共和国の北京で開催された2022年北京オリンピックの東ティモール選手団の名簿。

## 選手団
- 人員: 選手 1人
- 開会式旗手: ヨハン・ゴンチャルヴェス・ゴウト
- 閉会式旗手: ヨハン・ゴンチャルヴェス・ゴウト

## 種目別選手・スタッフ名簿及び成績

### アルペンスキー
| 選手                             | 種目       | 1回目     | 1回目 | 2回目     | 2回目    | 合計      | 合計     |
| 選手                             | 種目       | 結果      | 順位  | 結果      | 順位     | 結果      | 順位     |
| -------------------------------- | ---------- | --------- | ----- | --------- | -------- | --------- | -------- |
| ヨハン・ゴンチャルヴェス・ゴウト | 男子大回転 | 1分21秒52 | 52位  | 途中棄権  | 途中棄権 | 途中棄権  | 途中棄権 |
| ヨハン・ゴンチャルヴェス・ゴウト | 男子回転   | 1分15秒48 | 52位  | 1分09秒19 | 45位     | 2分24秒67 | 45位     |